# Parco nazionale Los Glaciares

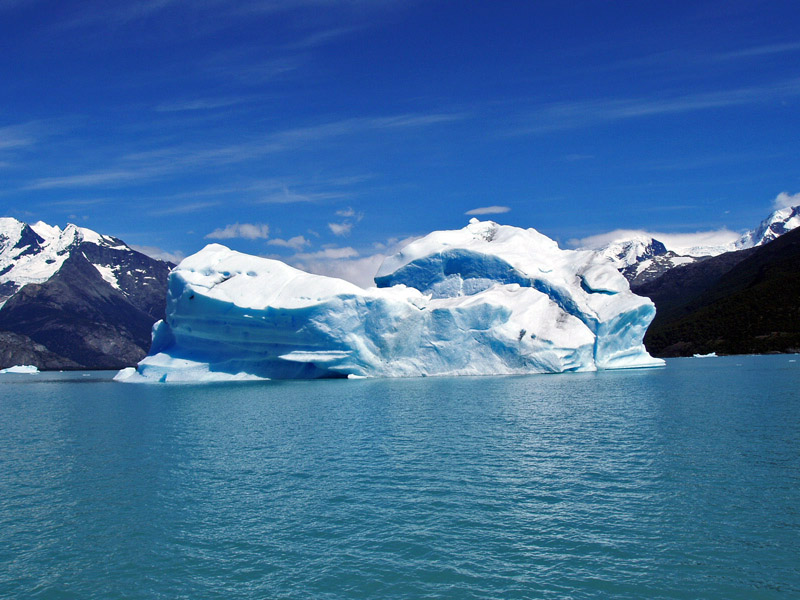
Un iceberg sul lago Argentino

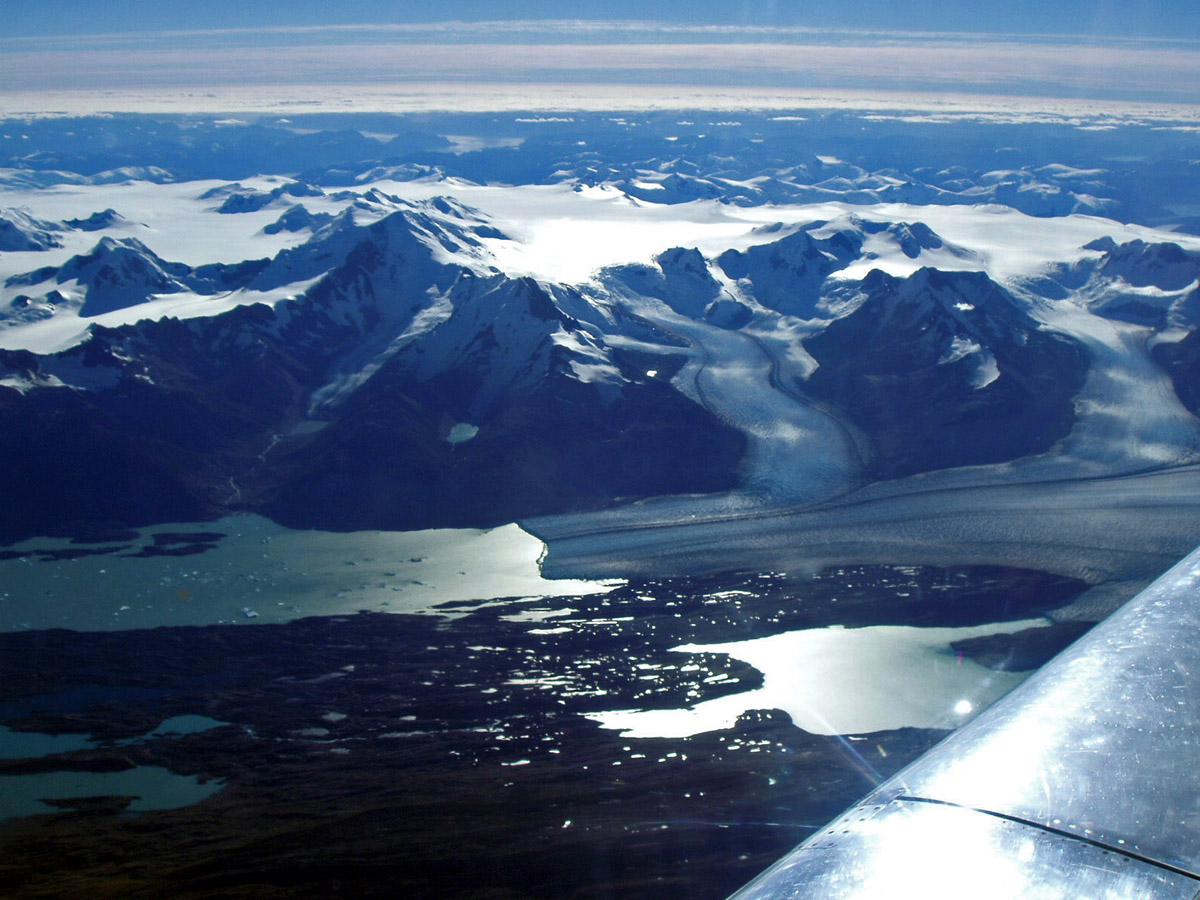
Una vista aerea del ghiacciaio Upsala

Il parco nazionale di Los Glaciares (che in spagnolo significa "i ghiacciai") è un parco nazionale che si trova nella provincia di Santa Cruz, nella Patagonia argentina. Esso si estende su un'area di 4.459 km²; nel 1981 è stato inserito nell'elenco dei patrimoni dell'umanità dell'UNESCO.

## Descrizione
Il parco nazionale, istituito nel 1937, è il secondo per dimensioni in Argentina. Il suo nome si riferisce alla gigantesca calotta glaciale (una delle maggiori del mondo) della Cordigliera delle Ande, da cui si originano 47 grandi ghiacciai vallivi (di cui solo 13 scorrono verso l'Oceano Pacifico). In altre parti del mondo i ghiacciai si originano a partire dai 2500 metri di altezza, ma, a causa della particolare conformazione geografica, in questa regione essi si originano a partire da soli 1500 metri, e da lì scorrono fino a 200 metri sul livello del mare, erodendo le montagne che li sostengono.
Il 30% della superficie di Los Glaciares è ricoperta di ghiaccio. L'intera regione può essere divisa in due parti, ognuna delle quali corrisponde ad uno dei due grandi laghi contenuti nel Parco: il Lago Argentino (il più grande del paese con i suoi 1.446 km²) a sud e il Lago Viedma (1,100 km²) a nord. Le acque di entrambi i laghi finiscono nel fiume Santa Cruz, che scorre fino a Puerto Santa Cruz sulle rive dell'Oceano Atlantico. Fra i due laghi vi è una zona non-turistica chiamata Zona Centro, priva di laghi.
La parte settentrionale consiste di una parte del lago Viedma, del ghiacciaio Viedma e di alcuni ghiacciai minori, oltre che di montagne molto popolari fra i cultori di alpinismo e trekking, fra le quali il Cerro Chaltén e il Cerro Torre. La parte meridionale invece contiene i ghiacciai più grandi: il Perito Moreno, il ghiacciaio Upsala e il ghiacciaio Spegazzini, che scorrono tutti verso il Lago Argentino. Un'escursione tipica si effettua in barca fra gli iceberg del lago per visitare Bahía Onelli e gli altrimenti inaccessibili ghiacciai Upsala e Spegazzini, mentre il Perito Moreno è raggiungibile via terra ed è quello più vicino a terra.
Le montagne trattengono la maggior parte dell'umidità proveniente dall'Oceano Pacifico, lasciando passare solo la freddissima aria proveniente dai ghiacciai (la temperatura media è di soli 7.5 gradi), il che crea una steppa arida sul lato argentino della catena montuosa. Questo ferma i nandù, i guanaco, i puma e le volpi grigie, che sono specie in pericolo (particolarmente danneggiate dopo l'introduzione dell'allevamento di bestiame praticato in modo intensivo) e che trovano protezione all'interno dei confini del parco.
L'area ospita più di 1.000 specie di uccelli (condor, aquile e altri), dei quali però solo 100 sono stati catalogati. Fra i ghiacci e la steppa patagonica c'è un'area fertile ricoperta di foreste, all'interno delle quali vivono cervi delle Ande e anatre di torrente. Los Glaciares è una famosa attrazione turistica internazionale. I percorsi turistici partono tradizionalmente dal villaggio di El Calafate, cittadina sulle sponde del Lago Argentino (anche se all'esterno del parco) in cui l'amministrazione del parco ha il suo quartier generale, e dal villaggio di El Chaltén, nella parte settentrionale del parco, ai piedi del Cerro Chaltén.